# Flachformmaschine
Die Flachformmaschine bezeichnet eine Druckmaschinenbauart, die sich durch die geometrische Form des Schriftbildträgers in Form eines flachen Quaders auszeichnet. Die Form des Gegendrucks ist dabei unwesentlich.
Flachformmaschinen sind alle Druckmaschinen, bei denen die druckende Struktur flach auf einem Fundament auf- oder anliegt. Dazu gehören die meisten Buchdruckmaschinen, wie zum Beispiel Tiegeldruckpressen, die Stoppzylinder-, Zweitourenpressen oder Schwingzylinderpressen sowie alle Lithografiepressen und die meisten Linoldruckpressen. Auch Tiefdruckpressen für Radierungen usw. können zu diesem System gezählt werden.
Eingebürgert hat sich der Name Flachformmaschine aber vor allem für die Buchdruckmaschinen.
Alternativen zur Flachformmaschine sind die Rundformmaschine (Rotationsschnellpresse) und Maschinen mit einer beliebig gestalteten Form (nur Einzelfälle aus dem künstlerischen Bereich bekannt).